# Cenicientos
Cenicientos é um município da Espanha
na província e comunidade autónoma de Madrid, de área 67,79 km² com população de 1893 habitantes (2004) e densidade populacional de 27,92 hab/km².

## Demografia
| Variação demográfica do município entre 1991 e 2004 | Variação demográfica do município entre 1991 e 2004 | Variação demográfica do município entre 1991 e 2004 | Variação demográfica do município entre 1991 e 2004 |
| --------------------------------------------------- | --------------------------------------------------- | --------------------------------------------------- | --------------------------------------------------- |
| 1991                                                | 1996                                                | 2001                                                | 2004                                                |
| 1802                                                | 1898                                                | 1805                                                | 1893                                                |